# Lily Brooks-Dalton
Lily Brooks-Dalton (Brattleboro, Vermont, 18 de agosto de 1987) es una escritora estadounidense.

## Trayectoria
Nacida en el estado de Vermont, en Estados Unidos, estudió en la Universidad de Massachusetts Amherst y en la Universidad Estatal de Portland, donde se graduó en Escritura creativa en 2016.
En 2014 debutó como escritora con el libro de memorias Motorcycles Y've Loved: A Memoir, con el que quedó finalista del Oregon Book Award. En él hace un repaso autobiográfico de su juventud al volante de una motocicleta, su gran pasión. En 2016 publicó su segundo libro, la novela de ciencia ficción Good Morning, Midnight, un best seller traducido a varios idiomas y con una adaptación cinematográfica de George Clooney en 2020.

## Obras
- Motorcycles I've Loved: A Memoir. Riverhead/Penguin Random House, Nueva York, 2014, ISBN 978-1-59463-321-8.
- Good Morning, Midnight. Random House, Nueva York, 2016, ISBN 978-0-8129-9889-4.